# Paulaner
Paulaner Brauerei GmbH & Co KG es una empresa cervecera alemana, fundada en 1634 en Múnich por los frailes Mínimos del claustro de Neudeck ob der Au. El nombre de esta orden mendicante y el de la cervecería proceden del nombre de Francisco de Paula, el fundador de la orden. Paulaner, la sexta cerveza más vendida en el país, es una de las seis fábricas de cerveza que ofrecen cerveza para la Oktoberfest, la fiesta de la cerveza alemana que se celebra desde 1810.

## Historia
El nombre de la cervecería tiene sus raíces en la Orden de los Mínimos (Paulaner Orden en alemán), una orden religiosa fundada por San Francisco de Paula en Neuhauser Straße, Múnich en el siglo XVII. El logo actual de las cervezas Paulaner muestra un retrato del santo.

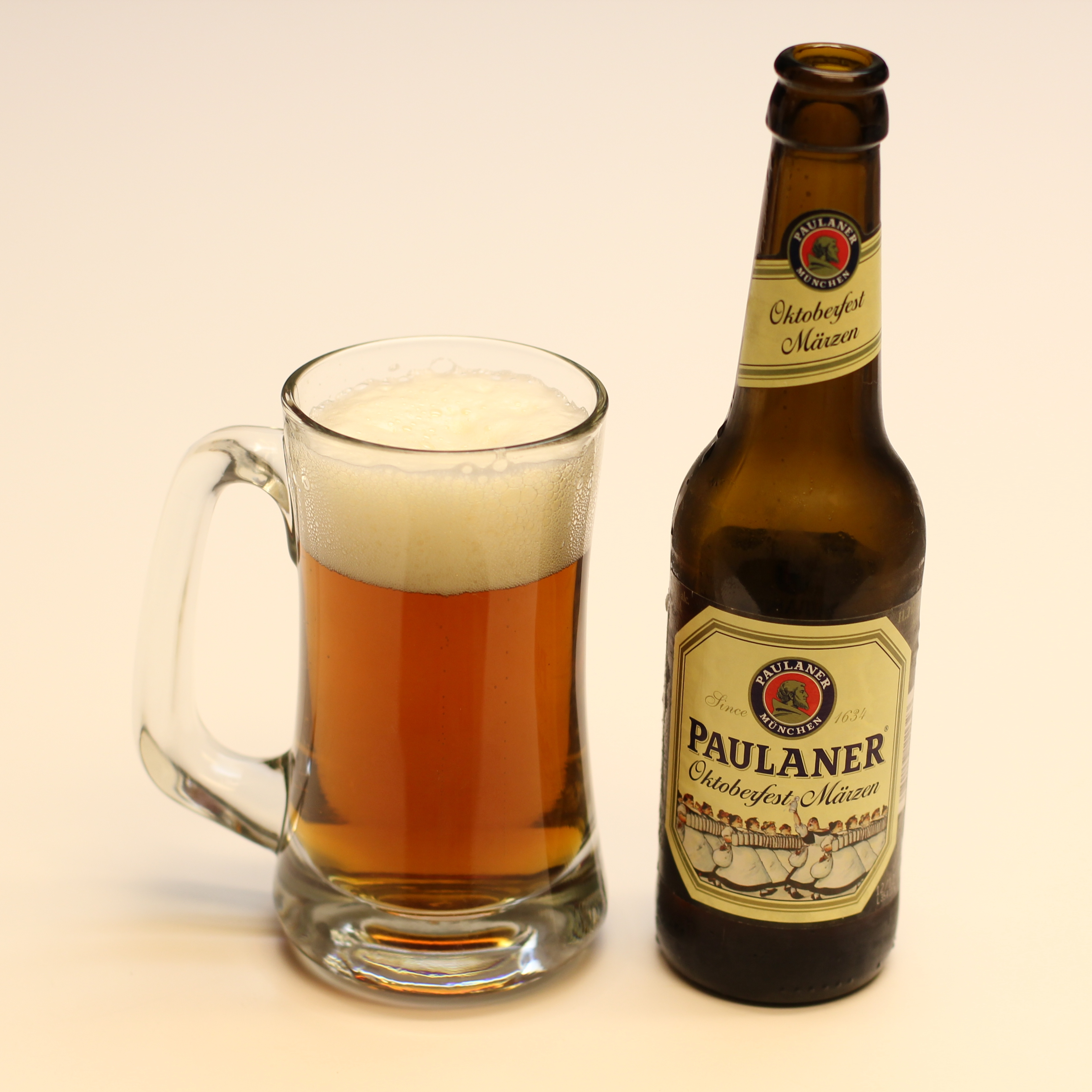
Cerveza Paulaner.

Los monjes de la Orden de los Mínimos elaboraban para sí mismos su propia cerveza desde 1634. La cerveza Paulaner original, que los monjes ofrecían durante los días de fiesta, era una Bockbier, una variedad muy fuerte de cerveza que consiguió rápidamente una cierta notoriedad en los locales de Múnich.
En 1799 la Abadía de Kloster fue reconvertida en prisión, y su cervecería adquirida por el maestro cervecero Franz Xaver Zacherl, quien, desde 1813 continuaría desde allí la tradición de los antiguos monjes paolanos elaborando una Starkbier que llevaba el nombre Salvator. En 1861 se inauguraron las Bodegas Salvator, en Nockerberg, que en 1928 se fusionaría con la Gebrüder Thomas Bierbrauerei de Múnich para formar la nueva Paulaner Salvator Thomas Bräu. En 1994, el nombre de la cervecera fue transformado en Paulaner Brauerei AG, para establecerse definitivamente en el actual Paulaner GmbH und Co. KG en 1999.

## Participación empresarial
El Grupo Paulaner tiene cervecerías en AuerBräu, Rosenheim, Thurn und Taxis, Ratisbona y Miesbach. El 50,1% del capital social pertenece al grupo Brau Holding International (BHI), mientras que el restante 49,9% a la holandesa Heineken.

## Tipos de cerveza
- Hefe-Weißbier: Naturtrüb (turbia), Dunkel (oscura), Kristall (clara), Leicht (ligera), Alkoholfrei (sin alcohol)
- Original Münchner: Hell (clara), Hell Alkoholfrei (clara sin alcohol) Dunkel (oscura), Urtyp, Märzen
- Münchner Hell: malta de cebada y 4,9 % vol.
- Oktoberfest Bier: variedad solo disponible durante el Oktoberfest, de fermentación baja y malta de cebada.
- Salvator: doppelbock de malta de cebada de alto contenido alcohólico (7,9 % vol.) y baja fermentación.

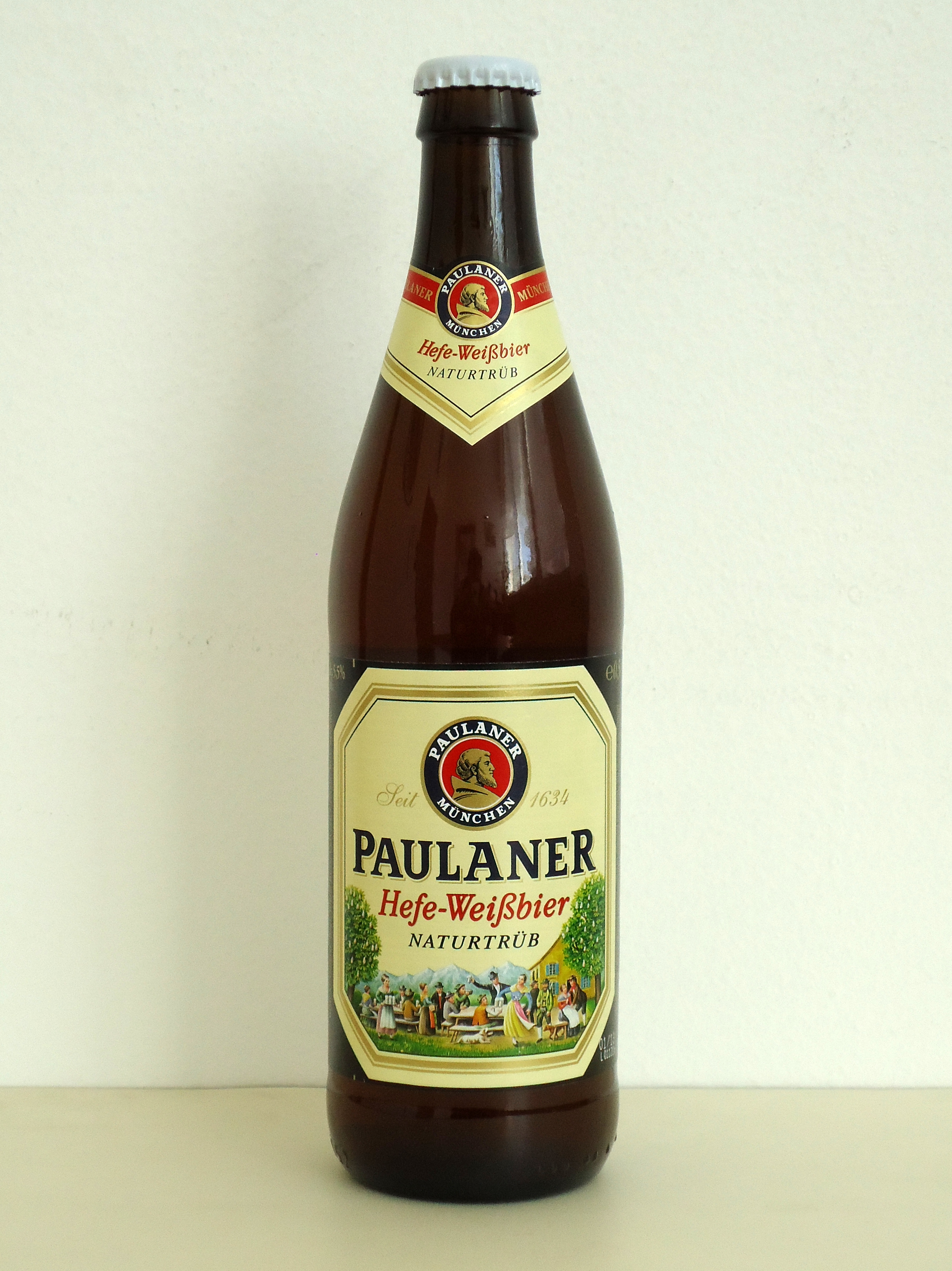
Clásica Paulaner Hefe-Weissbier
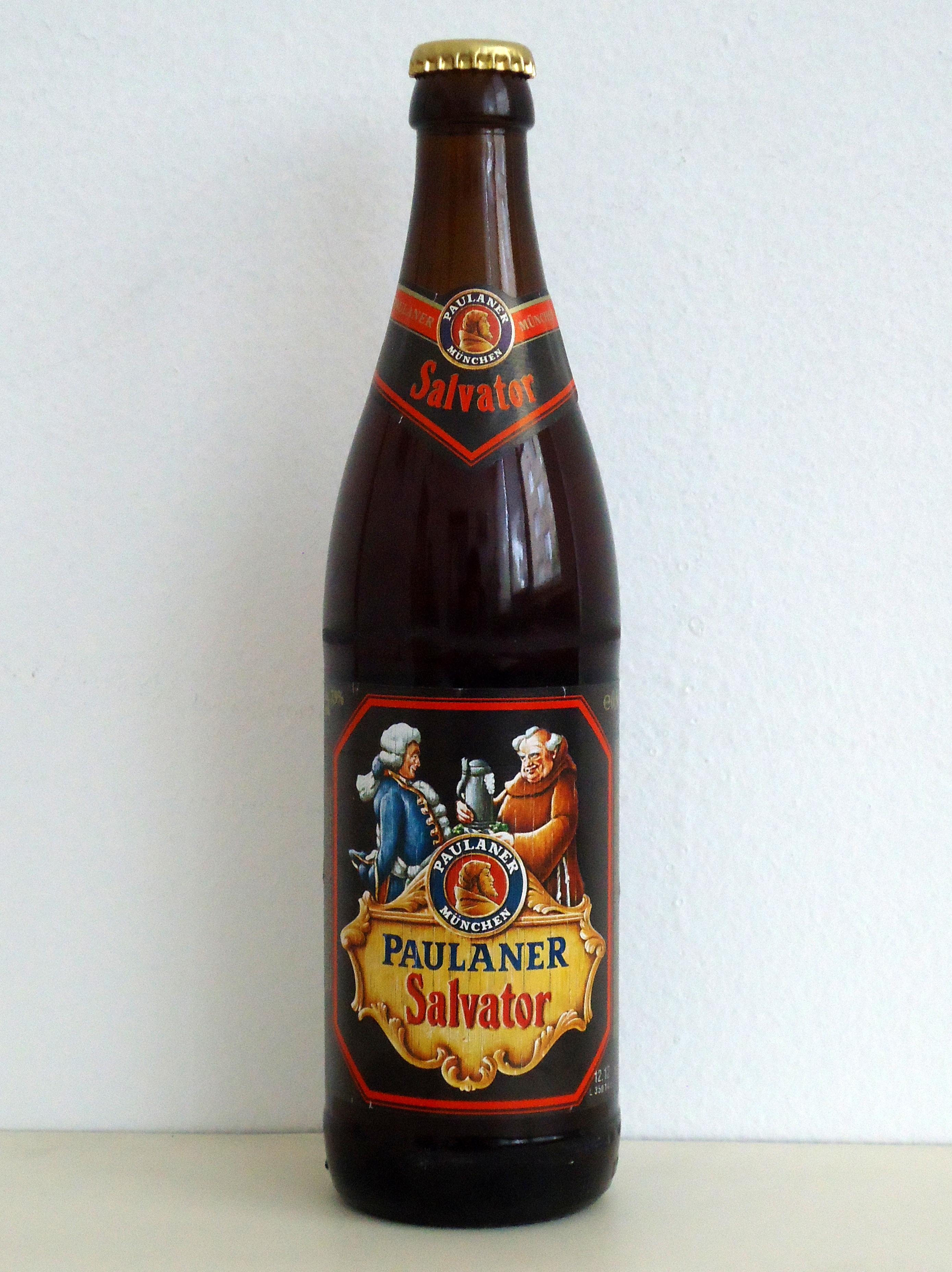
Paulaner Salvator
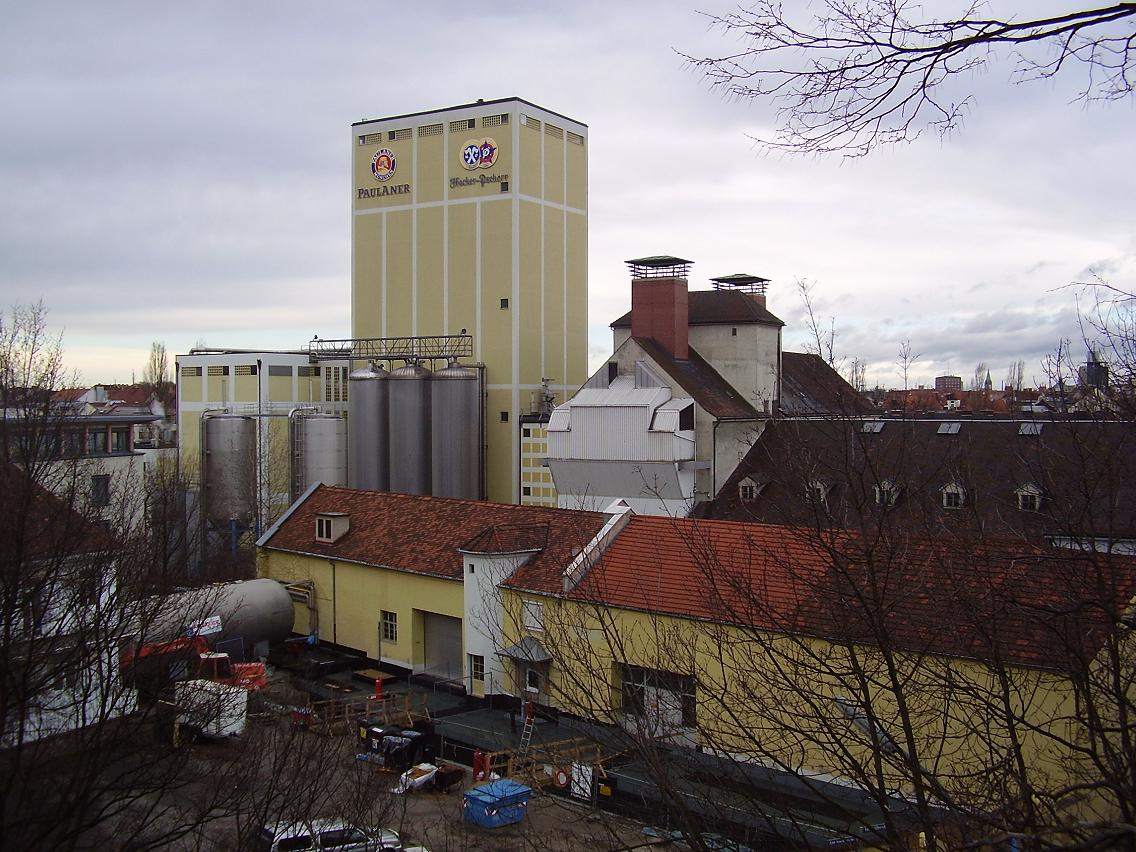
Antigua fábrica en Múnich.
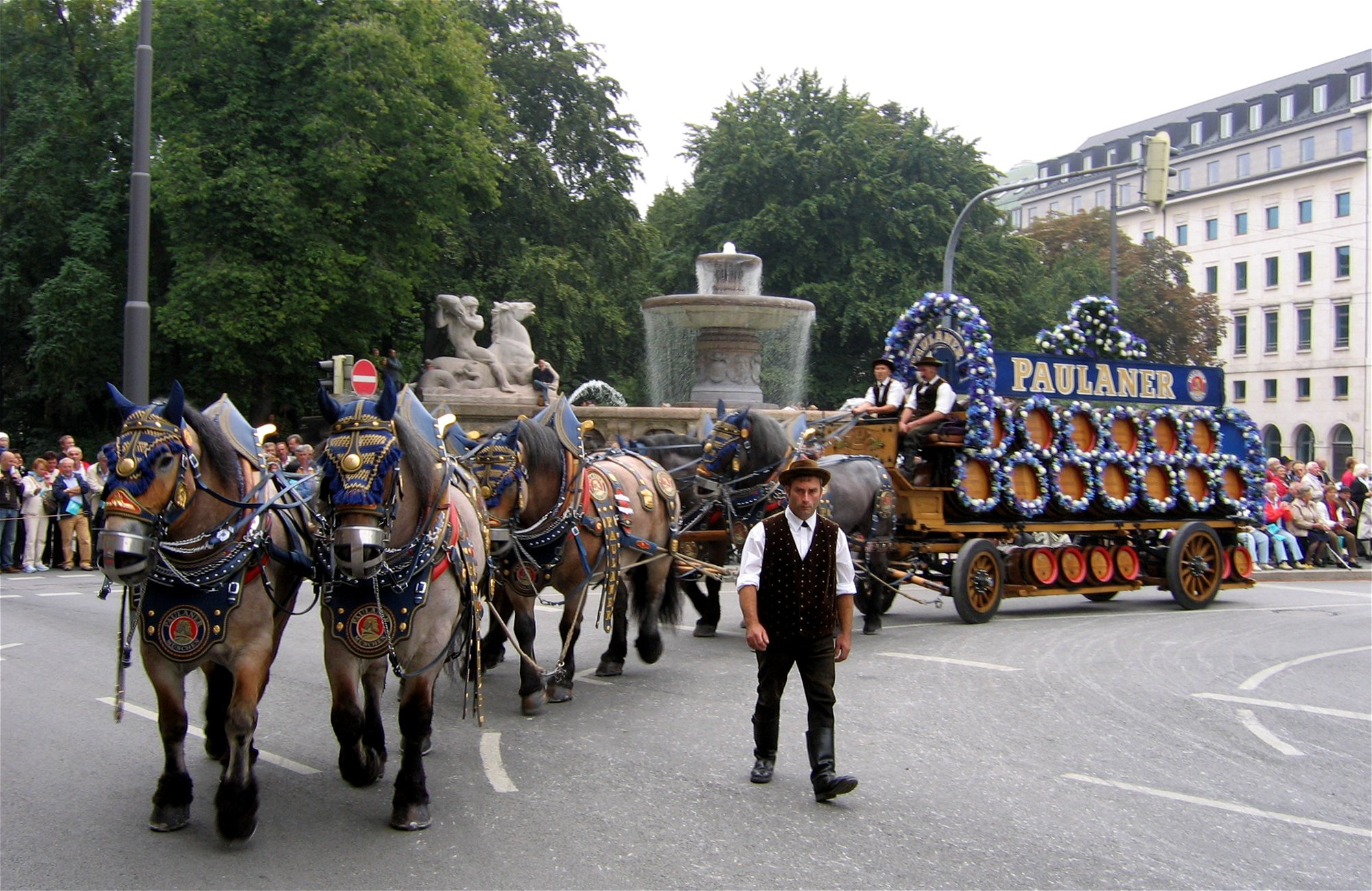
Paulaner en el Oktoberfest.